# Colletes punctipennis
Colletes punctipennis är en biart som beskrevs av Cresson 1868. Colletes punctipennis ingår i släktet sidenbin, och familjen korttungebin.

## Underarter
Arten delas in i följande underarter:
- C. p. maurus
- C. p. punctipennis